# Kenéz Béla (statisztikus)
Kenéz Béla, 1897-ig Kreutzer Béla (Szolnok, 1874. március 15. – Budapest, 1946. április 1.) statisztikus, közgazdász, gazdaságpolitikus, a Magyar Tudományos Akadémia levelező tagja. A társadalom- és gazdaságstatisztikai elemzések jelentős alakja, 1907–1917 között a kolozsvári Ferenc József Tudományegyetem, 1917-től haláláig a budapesti Pázmány Péter Tudományegyetem statisztikai tanszékeinek vezetője volt. Földbirtok-politikai elgondolásain keresztül a magyar mezőgazdaság teljesítményének növelését és az erdélyi magyarság megtartását kívánta szolgálni. 1931–1932-ben Magyarország kereskedelemügyi minisztere volt.

## Életútja
Középiskoláit Szolnokon végezte, majd a Budapesti Tudományegyetemen tanult jogot, államtudományi doktori oklevelét 1895-ben szerezte meg. Ezt követően két évig a lipcsei – Karl Bücher tanítványaként – és a londoni egyetemeken folytatott közgazdaságtani és statisztikai tanulmányokat. 1897-ben állami szolgálatba lépett, s 1905-ig a Központi Statisztikai Hivatal alkalmazásában állt mint segédfogalmazó, 1903-tól a kereskedelemügyi minisztérium közvetlen alkalmazásában. 1905-ben a kereskedelmügyi minisztérium miniszteri titkárává nevezték ki, ahol csakhamar már osztálytanácsosként dolgozott. Ezzel párhuzamosan 1906-ban a statisztika tárgyköréből habilitált és magántanári képesítést szerzett a Budapesti Tudományegyetemen.
1907-ben feladta köztisztviselői pályáját, s nyilvános rendkívüli tanárként elfoglalta a kolozsvári Ferenc József Tudományegyetemen számára felajánlott statisztikai katedrát. 1909-től 1917-ig nyilvános rendes tanári címmel oktatott Kolozsváron. 1917-ben visszaköltözött a fővárosba, s a Budapesti Tudományegyetemen (1921-től Pázmány Péter Tudományegyetem) a statisztika nyilvános rendes tanára, egyúttal az egyetemen működő statisztikai szeminárium és kisebbségjogi intézet igazgatója lett. Az 1919-es Tanácsköztársaság idején az egyetemi oktatástól eltiltották, de e rövid, ideiglenes kitérőt követően haláláig az egyetemen tanított. 1927–1928-ban a jog- és államtudományi kar dékáni, 1937–1938-ban pedig az egyetem rektori feladatait is ellátta.
Tudományos és oktatói pályájával párhuzamosan az 1910-es évektől a politikai közéletben is részt vett. Kolozsváron a városi törvényhatóság bizottsági tagja volt, 1914-ben pedig tevékenyen közreműködött az Erdélyi Szövetség megalakításában. 1920-tól az Országos Kisgazda- és Földműves Párt, 1922-től 1926-ig a Nemzeti Egység Pártja színeiben a szolnoki választókerület nemzetgyűlési képviselője volt. 1921–1922-ben a nemzetgyűlés második alelnökeként tevékenykedett, 1922 és 1926 között pedig a pénzügyi és közjogi bizottság munkáját elnökölte. 1927-ben ismét bekerült az országgyűlésbe, ezúttal is a szolnoki választókerület képviselőjeként és a kormányzó Egységes Párt színeiben. 1927 és 1931 között a pénzügyi és házszabály-revíziós bizottság elnöke, valamint a közjogi bizottság alelnöke volt. 1931-ben rövid ideig az Egységes Párt társelnöke, 1931. augusztus 24. és 1932. október 1. között a Károlyi Gyula-kormány kereskedelemügyi minisztere volt. 1936-ban államférfiúi érdemei elismeréséül magyar királyi titkos tanácsosi címet adományoztak neki. 1939-ben országgyűlési mandátumát elveszítette, s hátra lévő éveit a politikától visszavonulva élte le.

## Munkássága
Tudományos munkássága főként társadalom- és gazdaságstatisztikai elemzésekre irányult. Behatóan foglalkozott népmozgalmi idősorok vizsgálatával (halandóság, felekezeti és nemzetiségi hovatartozás stb.), de legjelentősebbek foglalkoztatottsági és munkaerő-piaci felmérései voltak. Ezek során többek között tanulmányozta a munkanélküliség, a munkamigráció trendjeit, valamint Magyarországon elsőként ő végezte el a munkavédelem (ipari balesetek stb.) és a munkabeszüntetések statisztikai vizsgálatát.
Az 1910-es években tudományos érdeklődése az egyes földbirtoktípusok és a munkaintenzitás összefüggéseinek vizsgálata felé fordult, s ezen elemzései kapcsán bontakozott ki gazdaság- és agrárpolitikusi tevékenysége. Vizsgálatai során megállapította, hogy a kisbirtokok munkaintenzitása és munkaerő-szükséglete meghaladja a nagybirtokét, de eltúlzott birtokaprózodás esetén a magyarság által képviselt munkaerő már nem elegendő a gazdaságos mezőgazdasági termelés fenntartásához. Ezzel szemben rámutatott arra, hogy az ipari fejlődés útját álló nagybirtokok léte az elvándorlást, a városokba irányuló munkamigrációt erősítő tényező. Elgondolásai alapján az 1910-es években fogalmazta meg először földbirtok-politikai elveit, s osztotta Bethlen István abbéli véleményét, hogy az erdélyi magyarság helyzetét csak tudatos telepítés- és földbirtok-politikával lehet megerősíteni. Akadémiai székfoglalóját is e témakörben tartotta meg Európa földbirtokpolitikája a háború előtt és a háború után címmel.
Nemzetgyűlési politikusként a földreformtörvények kormányoldali referense volt (1920. évi XXXVI. tc., 1924. évi VII. tc.). Tizenhárom hónapig tartó kereskedelemügyi minisztersége idején az ipari nyersanyagszükséglet biztosítását tekintette fő feladatának, ezt tükrözte a magyarországi szénkitermelés védelmét célzó, általa kiadott szénrendelet.

## Társasági tagságai és elismerései
Tudományos érdemei elismeréseként 1921-től a Szent István Akadémia rendes, 1924-től a Magyar Tudományos Akadémia levelező tagja volt. 1929 és 1931 között a Magyar Statisztikai Társaság alelnökeként tevékenykedett, majd 1931-től 1935-ig a társaság elnöke volt. Mindemellett betöltötte az Országos Statisztikai Tanács, a Magyar Külügyi Társaság és a Magyar Gyermektanulmányi és Gyakorlati Lélektani Társaság elnöki, a Magyar Revíziós Liga társelnöki és az Országos Felsőoktatási Tanács alelnöki tisztét, tagja volt az Erdélyi Magyar Közművelődési Egyesületnek (EMKE), az Erdélyi Múzeum-Egyesületnek, a Társadalomtudományi Társaságnak és az Országos Idegenforgalmi Bizottságnak.
1931-ben munkássága elismeréseként Corvin-koszorút vehetett át. 1932. április 22-én Szolnok díszpolgárává választotta a város képviselő-testülete.

## Főbb művei
- A munkaközvetítés külföldön és hazánkban. Budapest, Pallas, 1896, 32 p.
- A munkanélküliség a Német-birodalomban. Budapest, Pallas, 1897, 36 p.
- A statisztika elmélete. Pozsony–Budapest, Stampfel, 1903, 123 p. (Tudományos Zsebkönyvtár)
- Népünk szaporodása. Budapest, 1905
- A felekezeten kívül állókról. Budapest, 1905
- A városok fejlődése és jelentősége. Budapest, 1905
- Ipari sztrájkok és munkából való kizárások Magyarországon az 1905. évben. Budapest, 1906
- A Magyar Korona Országainak halandósági táblázata. Budapest, 1906
- Magyarország népességi statisztikája. Budapest, Stampfel, 1906, 320 p. (Tudományos Zsebkönyvtár)
- A Magyar Korona Országainak ipari balesetei az 1904. és 1905. évben. Budapest, 1906
- Sztrájkstatisztika: Magyarország ipari sztrájkjainak statisztikája. Budapest, Grill, 1907, 108 p.
- The method of strikestatistics in Hungary. Budapest, 1907
- Városaink és a sztrájkmozgalmak. in: Városi Szemle II. 1909. 1. sz. 55–70.
- Gazdák és mesteremberek pusztulása. Pécs, 1909
- A socialismus irodalomtörténete. in: Budapesti Szemle XXXIX. 1911. 419. sz. 242–268.
- Kivándorlás és iparvédelem. Kolozsvár, 1911
- Földbirtokpolitika külföldön és itthon. Kolozsvár, 1913
- Javaslatok a nemzetiségi kérdés megoldására. Budapest, Pesti Könyvnyomda, 1913
- Az emberi munka intenzitása az őstermelésben. Budapest, 1914
- Faji erőink és a háború. Kolozsvár, 1915
- Nép és föld: A gazdasági élet statisztikája. Budapest, Grill, 1917, 476 p.
- Európa földbirtokpolitikája a háború előtt és a háború után. Budapest, Magyar Tudományos Akadémia, 1930, 28 p. (Akadémiai székfoglalója)
- Statisztika. Budapest, Kartárs, 1938, 126 p.
- A kisebbségi kérdés. Budapest, Egyetemi ny., 1938, 58 p.

## További irodalom
- Emlékkönyv Kenéz Béla negyedszázados professzori munkásságának évfordulójára. Szerk. Laky Dezső. Budapest: Műegyetemi ny. 1932.
- Kenéz Béla ünneplése, egyetemi tanárságának 25. évfordulója alkalmából.  Magyar Statisztikai Szemle,  5. sz. (1932)
- Laky Dezső:  Megemlékezés Földes Béláról, Fellner Frigyesről és Kenéz Béláról.  Magyar Statisztikai Szemle,   (1947)

| Elődje: Bud János | Magyarország kereskedelemügyi minisztere 1931. augusztus 24. – 1932. október 1. | Utódja: Fabinyi Tihamér |